# حب فوق البركان (فلم)
حب فوق البركان هو فيلم مصري عرض عام 1978، بطولة فريد شوقي ونجلاء فتحي وحسين فهمي وفردوس عبد الحميد ولبلبة وحسين الإمام، ومن إخراج حسن الإمام، قدم حسن الإمام قصة الفيلم من قبل في فيلم «حب في الظلام» عام 1953، بطولة فاتن حمامة وأمينة رزق وعماد حمدي وحسين رياض وفريد شوقي الذي قدم شخصية الأخ الشرير قاسم وفي هذا الفيلم قدم شخصية والد نعمة الطيب.

## قصة الفيلم
يقوم (حسين) الأخ غير الشقيق (لأحمد) و (نوال) بسرقة نقود أحمد لكي ينفق على الراقصة (دوسة). تقوم نوال برهن مجوهرات عند (أم جابر) المرابية لكي تعطي (حسين) النقود. يذهب أحمد لاسترداد مجوهرات نوال وفي ذات الوقت يقوم حسين بقتل أم جابر، وسرقتها والتي تحاول الاستنجاد بأحمد لينقذها. يهرب أحمد من المنزل مذعورًا وتشاهده نعمة، وتعتقد أنه القاتل أثناء نزولها فتسعى للإمساك به ولكنها تسقط وتفقد بصرها، يشعر أحمد بالذنب فيتزوجها.

## طاقم التمثيل
- فريد شوقي: (حمزة)
- نجلاء فتحي: (نعمة)
- حسين فهمي: (أحمد)
- لبلبة: (دوسة)
- فردوس عبد الحميد: (نوال)
- حسين الإمام: (حسين)
- سعيد صالح: (بهلول)
- محمد الدفراوي: (المحقق)
- زوزو حمدي الحكيم: (أم جابر)
- شفيق جلال: (أحد الجيران)
- محمد شوقي: (أحد الجيران)
- عبد الغني النجدي: (أحد الجيران)
- عبد الوهاب خليل: (أحد الجيران)
- بدرية عبد الجواد: (من طاقم الكباريه)
- مختار السيد: (الطبيب)
- مجدي إمام: (فتحي)
- أمير كدواني

## فريق العمل
- إخراج: حسن الإمام
- قصة: زينب حسن الإمام
- سيناريو وحوار: السيد بدير، حسن الإمام
- مدير التصوير: إبراهيم صالح
- مونتاج: فكري رستم
- موسيقى تصويرية: حسين الإمام، مودي الإمام
- إنتاج: أفلام مصر العربية (واصف فايز)
- توزيع داخلي: أفلام مصر العربية (واصف فايز)
- توزيع خارجي: أنور الشيخ ياسين
- تأليف الأغاني: صلاح جاهين
- ألحان الأغاني: إبراهيم رجب